# 트리니다드 토바고의 국장

트리니다드 토바고의 국장

트리니다드 토바고의 국장은 1962년 8월 9일에 제정되었다. 현재의 국장은 2025년 2월 25일에 수정되었다.
국장 가운데에는 검은색과 빨간색 2가지 색으로 구성된 방패가 그려져 있으며 방패 가운데에는 하얀색 역V자형 무늬가 그려져 있다. 방패 위쪽에는 검은색 바탕에 날고 있는 2마리의 벌새가 그려져 있고 방패 아래쪽에는 빨간색 바탕에 트리니다드 토바고의 전통 타악기인 스틸팬이 그려져 있다. 1962년 제정 당시에 최초의 국장에는 1498년에 크리스토퍼 콜럼버스가 신대륙을 발견했을 당시에 사용했던 3척의 범선인 산타마리아 호, 니나 호, 핀타 호가 그려져 있었다.
방패 왼쪽에는 홍따오기가 그려져 있으며 방패 오른쪽에는 차차박새가 그려져 있다. 홍따오기와 차차박새는 트리니다드 토바고의 국조이다. 국장 아래쪽에 있는 두루마리에는 트리니다드 토바고의 나라 표어인 "우리는 함께 꿈을 품고, 우리는 함께 이룬다."("Together we aspire, together we achieve")가 영어로 쓰여져 있다.
키스 롤리 총리는 2024년 8월에 열린 인민 민족 운동 연례 전당대회에서 국장에 그려진 크리스토퍼 콜럼버스의 범선 3척을 트리니다드 토바고의 전통 타악기인 스틸팬으로 대체할 계획이라고 발표했는데 이는 식민지 시대의 흔적을 제거하기 위한 노력의 일환으로 해석되었다. 이를 위한 법안이 2025년 1월에 트리니다드 토바고 하원과 상원에서 모두 통과되었고 같은 해 1월 29일에 트리니다드 토바고 대통령의 승인을 받았다. 새로운 디자인은 질리언 비숍이 맡았으며 2025년 1월 19일에 공개되었다. 2025년 2월 21일에 선언문이 발표되어 2025년 2월 25일부터 사용되었다.

## 역대 트리니다드 토바고의 국장

1889년~1958년
1958년~1962년
1962년~2025년

## 같이 보기
- 트리니다드 토바고의 국기